# Ӥ
Ӥ, ӥ (И с умлаутом) — буква расширенной кириллицы, 13-я буква удмуртского алфавита.

## Использование
В удмуртском языке обозначает звук [i] без смягчения предыдущего согласного д, з, л, н, с, т, в отличие от буквы и, смягчающей эти согласные. Впервые появилась в алфавите 1897 года, положенном в основу современного. Этот алфавит использовался почти в неизменном виде и в учебной литературе (например, букварях 1898, 1907, 1912 и 1917 годов), но, например, в первой удмуртской газете «Войнаысь ивор» (1915) буква ӥ не использовалась. Официально алфавит (с ӥ в составе) был утверждён в 1924 году.